# María Mendoza de Vives
María Mendoza de Vives (Ardales, 1819 o 19 de desembre de 1821 - Barcelona, 21 de febrer de 1894) va ser una escriptora andalusa que va residir la major part de la seva vida a Catalunya.

## Biografia
La novel·lista i poeta va néixer en el si d'una família acomodada. De jove, la seva mare era qui no la deixava escriure, encara que va començar a publicar els seus poemes amb tan sols vint anys. Casada amb un funcionari judicial, es va traslladar a Barcelona en 1841.
D'aquesta injustament oblidada malaguenya tal com la va definir Juan Valera, amb prou feines tenim més dades, excepte un comentari de Nicolás Díez Benjumea qui justificava els silencis literaris de María Mendoza a causa de la defunció de l'espòs i algun dels seus fills, destacant com a nota rellevant de la seva persona el ser «tan excel·lent i completa senyora com a amant esposa i afectuosa mare».
Va començar escrivint en El Guadalhorce i La Alhambra entre 1839 i 1840, on compartia les tasques amb Dolores Gómez de Cádiz. Quan es va traslladar a Barcelona, en 1841, va continuar col·laborant en la premsa catalana, en concret a El Siglo Literario  (1874) La Moda Elegante (1878) i  Los Niños (1883-1886). També va participar en el Semanario familiar pintoresco , publicat a Barcelona entre 1879 i 1881, amb relats breus com la llegenda La buena hija.
Va conrear el gènere poètic de costums i el conte moral, inserint-se en el moviment literari femení iniciat a Barcelona en 1860 al costat de figures com Pilar Pascual de San Juan i Maria Josepa Massanés i Dalmau. Com era norma habitual, va participar en vetllades literàries, obtenint en 1876 un premi a Girona per Recuerdos de Andalucía i un altre als Jocs Florals de Madrid el 1878 pel seu poema Una Página de Gloria, basat en la conquesta de Mallorca, i va ser sòcia de mèrit de diverses associacions, com la Reial Acadèmia de Bones Lletres de Barcelona i Filharmònica.

## Obres
- El alma de una madre
- Quien mal anda, mal acaba (1862)[3]
- Hijo por hijo (1862)
- Las barras de plata (1866 en París i 1887 en Espanya)
- Preferencias de un padre (1887)
- La Pubila Ferreró (1887)[2]
- Las llaves perdidas (1887)
- La loca de las tres cruces (1887)
- Un velatorio Brígida (Diario de Barcelona, 1851)
- Las serpientes del rey (1881) en el Mundo Ilustrado de Barcelona [2]
- El conde de Teba (Diario de Barcelona)[2]
- El cuento del peregrino[2]
- La montaña de fuego
- Flores de otoño (1879)[2]